# Бертран Блие
Бертран Блие (на френски: Bertrand Blier) е френски режисьор и сценарист. 

## Биография
Бертран Биле е роден на 14 март 1939 г. в парижкото предградие Булон-Бийанкур (департамент О-де-Сен), в семейството на актьора Бернар Блие.
През 1963 г. Блие започва кариерата си с филма „Хитлер? Не знам“. Следват „Гримасата“ (1966) и „Ако бях шпионин“ (1967). Широка известност за Блие идва през 1974 г. с излизането на неговия филм „Валсиращите“ , който послужи и като тласък в кариерата на актьорите Жерар Депардийо, Патрик Деваера и Миу-Миу.
През 1977 г. Блие заснема комедията „Пригответе си кърпичките“, която печели „Оскар за най-добър чуждоезичен филм“. Сюрреалистката картина „Студен бюфет“ (1979) оставя също добри впечатления.

## Избрана филмография
| Година | Филм                     | Оригинално заглавие    |
| ------ | ------------------------ | ---------------------- |
| 1974   | Валсиращите              | Les Valseuses          |
| 1978   | Пригответе си кърпичките | Préparez vos mouchoirs |
| 1984   | Нашата история           | Notre histoire         |
| 1991   | Благодаря на живота      | Merci la vie           |